# Elsie Windes
Elsie Ann Windes (* 17. Juni 1985 in Portland, Oregon) ist eine ehemalige Wasserballspielerin aus den Vereinigten Staaten. Sie gewann bei Olympischen Spielen eine Gold- und eine Silbermedaille. Je zweimal erhielt sie Gold bei Weltmeisterschaften und bei Panamerikanischen Spielen.

## Sportliche Karriere
Windes spielte während ihres Studiums an der University of California, Berkeley für deren Team, ansonsten gehörte sie dem Tualatin Hills Water Polo Club in Oregon an.
Ab 2006 spielte die 1,78 m große Defensivspezialistin in der Wasserballnationalmannschaft. Bei der Weltmeisterschaft 2007 in Melbourne trafen im Finale das US-Team und die Australierinnen aufeinander, die Amerikanerinnen siegten mit 6:5. Im Juli 2007 fanden in Rio de Janeiro die Panamerikanischen Spiele statt. Das US-Team gewann das Finale gegen die Kanadierinnen mit 6:4. 2008 fand das dritte olympische Wasserballturnier in Peking statt. Mit einem 9:8-Sieg über Australien im Halbfinale erreichte das US-Team das Endspiel gegen die Niederländerinnen, die Amerikanerinnen unterlagen mit 8:9. Elsie Windes erzielte ein Tor im Vorrundenspiel gegen die Russinnen.
2009 in Rom gewann Elsie Windes mit dem US-Team ihren zweiten Weltmeistertitel durch einen 7:6-Finalsieg über Kanada. Windes erzielte im Finale einen Treffer. Zwei Jahre später belegte die Mannschaft aus den Vereinigten Staaten den sechsten Platz bei der Weltmeisterschaft in Shanghai. Bei den Panamerikanischen Spielen 2011 in Guadalajara stand es am Ende 8:8 zwischen dem US-Team und den Kanadierinnen. Erst im Penaltyschießen siegte das US-Team. 2012 bei den Olympischen Spielen in London gewannen die Amerikanerinnen im Viertelfinale mit 9:6 gegen die Italienerinnen. Im Halbfinale folgte gegen die Australierinnen ein 11:9 nach Verlängerung und im Finale siegte das US-Team mit 8:5 gegen die Spanierinnen. Elsie Windes warf in ihrem letzten großen Turnier noch einmal ein Tor im Vorrundenspiel gegen die Chinesinnen.